# Franciszek Machalski (inżynier górniczy)
Franciszek Machalski (ur. 29 sierpnia 1902 w Białobrzegach, zm. 25 marca 1958) – polski inżynier górniczy, organizator budowy i dyrektor pierwszej w Polsce kopalni siarki w Piasecznie (obecnie powiat sandomierski).

## Życiorys
Ukończył gimnazjum w Łańcucie, zdając maturę w 1921. Jako ochotnik, służył w wojsku polskim i brał udział w obronie Lwowa, za co został odznaczony odznaką  „Orląt Lwowskich”. W 1921 roku rozpoczął studia w Akademii Górniczo - Hutniczej w Krakowie, na Wydziale Górniczym. Po ukończeniu studiów, rozpoczął pracę jako starszy dozorca górniczy w kopalni Grodziec w Zagłębiu Dąbrowskim. Po wybuchu II wojny światowej jako oficer rezerwy zostaje objęty mobilizacją i zgłasza się do swojego pułku w Tarnowskich Górach. Po kampanii wrześniowej  przedostaje się do Rumunii, gdzie zostaje internowany. Następnie wyjeżdża do Turcji, gdzie prowadzi prace poszukiwawcze i wydobywcze antymonu w prowincji Anatolia, w okolicy miejscowości Turhal. 
Po zakończeniu wojny,  wraca w 1946 do kraju. W Katowicach, zgłasza się do pracy w przemyśle węglowym i podejmuje pracę w Zabrzańskim Zjednoczeniu Przemysłu Węglowego. W 1954 na wiadomość o odkryciu złóż siarki, zgłasza się do Ministerstwa Górnictwa z prośbą o przeniesienie do tworzącego się przemysłu siarkowego. Zostaje oddelegowany w czerwcu 1954 do Tarnobrzega, celem rozpoczęcia organizacji przyszłych kopalń i zakładów przetwórczych siarki. Po powołaniu „Kopalni Siarki Tarnobrzeg” (potem Kopalnie i Zakłady Przetwórcze Siarki Siarkopol) zostaje ich dyrektorem naczelnym.
Umiera 25 marca 1958 w Tarnobrzegu. Pochowany został w Żołyni.

## Odznaczenia i wyróżnienia
Odznaczenia i wyróżnienia:
- Za Długoletnią Pracę w Górnictwie (35 lat)
- Odznaka Racjonalizatora Produkcji
- Srebrny i Złoty Krzyż Zasługi
- Krzyż Kawalerski i Oficerski Orderu Odrodzenia Polski
- Medal 10-lecia Polski Ludowej
- Nagroda Państwowa I stopnia